# Estadio Pedro Escartín
El Campo de Fútbol Pedro Escartín es un campo de fútbol de la ciudad española de Guadalajara, situado en el barrio de El Balconcillo, a escasos metros del río Henares. Es el estadio donde disputa sus partidos como local el Club Deportivo Guadalajara, equipo de Primera Federación. Toma el nombre en honor a Pedro Escartín, jugador, árbitro y entrenador de fútbol español, además de periodista y escritor.

## Historia
En 1965 era derribado el Campo del Productor. Al no disponer de campo, el Club Deportivo Guadalajara fue autorizado a no competir durante las temporadas 1965-66 y 1966-67, siéndole reservada su plaza hasta la temporada 1967-68. 
El 17 de septiembre de 1967 se disputó el primer encuentro oficial en el Campo del Henares, nombre del nuevo campo de la ciudad. En dicho encuentro se enfrentaron el CD Guadalajara y el Real Ávila, con un resultado de 2-0 favorable a los locales.
El 1 de abril de 1970 se produjo la inauguración oficial del campo, que fue rebautizado como Campo de fútbol Pedro Escartín. En dicho encuentro se enfrentaron el Club Deportivo Guadalajara y la Selección nacional de aficionados, con un resultado de 1-1.
Desde entonces el campo ha sufrido distintas reformas y mejoras como, por ejemplo, la instalación de focos y césped natural (1974); construcción de una nueva grada en uno de los fondos (2007); o construcción de varios campos de césped artificial en las instalaciones anexas al estadio (2009).
En el verano de 2011, tras el ascenso del Deportivo Guadalajara a Segunda División se realizaron diferentes mejoras en el estadio, fue cambiado el césped y el aforo se amplió hasta los 8000 espectadores.
En el año 2022, el Ayuntamiento de Guadalajara inauguró la grada "Pablo Ramos" situada en el fondo Norte del campo a modo de homenaje al histórico socio y extrabajador durante más de 40 años del CD Guadalajara. 

## Localización
El campo se encuentra en la calle Julián Besteiro, en el barrio de El Balconcillo y está situado junto al río Henares.

## Eventos deportivos
- El Club Deportivo Guadalajara disputa en este estadio todos sus partidos como local.
- Además, desde 1975 es sede todos los veranos del Trofeo Alcarria, en el que el CD Guadalajara se enfrenta a equipos nacionales o internacionales.
- En mayo de 2004 fue sede de la final de la Copa de Campeones de juveniles, disputada entre el Sporting de Gijón y el RCD Español.
- El 7 de abril de 2010 la selección absoluta femenina de fútbol jugó un partido oficial de clasificación al mundial de 2011 contra Turquía.
- El 8 de febrero de 2011 fue sede de un encuentro internacional amistoso entre las selecciones de fútbol sub-21 de España y Dinamarca, con victoria del combinado español (2-1).[3]
- El 3 de junio de 2017 fue sede de un encuentro internacional amistoso de la Selección de rugby de España contra el equipo England Counties XV con victoria para el equipo inglés por 28-45.[4]
- El 11 de noviembre de 2017 fue sede del encuentro internacional amistoso entre la Selección femenina de rugby de España y la selección francesa de rugby. La selección española sucumbió al poderío galo por un contundente 0-97.[5]
- El 17 de enero de 2018 fue sede de un encuentro internacional amistoso entre las selecciones de fútbol sub-19 de España y Italia, con victoria del combinado español (2-0).[6]

## Eventos extradeportivos
El estadio también ha albergado algunos de los conciertos que han generado mayor expectación en la ciudad. En el Pedro Escartín han actuado artistas nacionales como David Bisbal, La Oreja de Van Gogh, Melendi, Chenoa o M Clan; y artistas internacionales como Elton John, Juanes, Jorge Drexler o Coti.